# Morty Corb
Mortimer G. 'Morty' Corb (San Antonio (Texas), 10 april 1917 – Las Vegas (Nevada), 13 januari 1996) was een Amerikaanse jazzcontrabassist.

## Biografie
Corb begon met het spelen van de ukelele op 6-jarige leeftijd, voordat hij de gitaar en contrabas als autodidact begon te spelen. Op 17-jarige leeftijd begon hij op te treden als professioneel muzikant in dansbands in zijn geboorteplaats, later ook in Arkansas en Missouri. Hij deed zijn militaire dienst in een band van de United States Army Air Forces. Na de oorlog verhuisde hij naar Los Angeles, waar hij in 1946 werkte voor Earle Spencer (ook als arrangeur). In 1947 speelde hij kort in de All-Stars Band van Louis Armstrong als vervanger van Arvell Shaw. In de jaren 1950 en 1960 werkte hij voornamelijk als studiomuzikant in Los Angeles en nam hij deel aan meer dan 300 opnamen, waaronder The Gene Krupa Story in het orkest van Red Nichols en in begeleidingsbands met Anita O'Day, Bobby Darin en Johnny Mercer. Hij verscheen ook in de shows van Bob en Bing Crosby en werkte ook in Disneyland Resort. Daarnaast zijn er opnamen gemaakt met Claude Thornhill, Jess Stacy, Merrill Moore, Heinie Beau en met Kid Ory. In de loop van zijn carrière trad hij op met Jack Teagarden, Bob Crosby, Ella Fitzgerald, Pearl Bailey, Pete Fountain en Nat King Cole. Met zijn eigen band nam hij onder zijn eigen naam een enkel album op (Strictly from Dixie), dat in 1957 werd uitgebracht. Meest recent woonde hij in Studio City.

## Overlijden
Morty Corb overleed in januari 1996 op 78-jarige leeftijd.
- Bibliothèque nationale de France: cb13931750g (data)
- Gemeinsame Normdatei: 1012117081
- International Standard Name Identifier: 0000 0001 1930 4643
- Library of Congress Control Number: no93022655
- MusicBrainz: bc1ef86c-b1a1-4a73-aa94-be3264c26e90
- Nationale bibliotheek van Australië: 35159975
- Système universitaire de documentation: 156900033
- Virtual International Authority File: 61734582
- WorldCat: E39PBJxmKbHQdxqBRbYPBRDH4q